# Potentilla fedtschenkoana
Potentilla fedtschenkoana är en rosväxtart som beskrevs av Hans Siegfried och Franz Theodor Wolf. Potentilla fedtschenkoana ingår i Fingerörtssläktet som ingår i familjen rosväxter. Inga underarter finns listade i Catalogue of Life.